# 漳州战役 (1932年)
漳州战役是第一次国共内战中，后的一次战役。

## 经过
1932年4月，红一方面军东路军决定进攻漳州。进军中在龙岩战斗中攻占龙岩城。19日，进攻漳州。之后击溃增援漳州的国军。20日占领漳州城。红一方面军缴枪5,000余支（挺）、火炮8门、飞机2架，筹款100余万元。